# Mount Cemetery
Mount Cemetery, ook bekend als Guildford Cemetery, is een begraafplaats in Guildford (Surrey), Engeland.
De begraafplaats wordt omgeven door huizen, tuinen en een overdekt reservoir. Dat laatstgenoemde bevindt zich achter de oostelijke hoek, direct ten zuiden en westen van de aangrenzende woonwijken. Daarnaast heeft het gedeeltelijk uitzicht op het stadscentrum.
Percelen zijn aangelegd tot het maximale aantal dat de overheid toestaat volgens de regels die in de jaren 00 van de 21e eeuw zijn opgesteld. Begrafenissen zijn toegestaan in percelen die gereserveerd zijn of binnen een bestaand familiegraf voor de overledene, met een maximum van vier verwante graven per perceel.
Op de begraafplaats zijn de oorlogsgraven van 33 militairen van het Gemenebest, 14 uit de Eerste Wereldoorlog en 19 uit de Tweede Wereldoorlog.
Ook liggen onder meer schrijver en wiskundige Lewis Carroll en dichter Edward Carpenter er begraven.
Achter de begraafplaats staat de Booker's Tower.

## Galerij

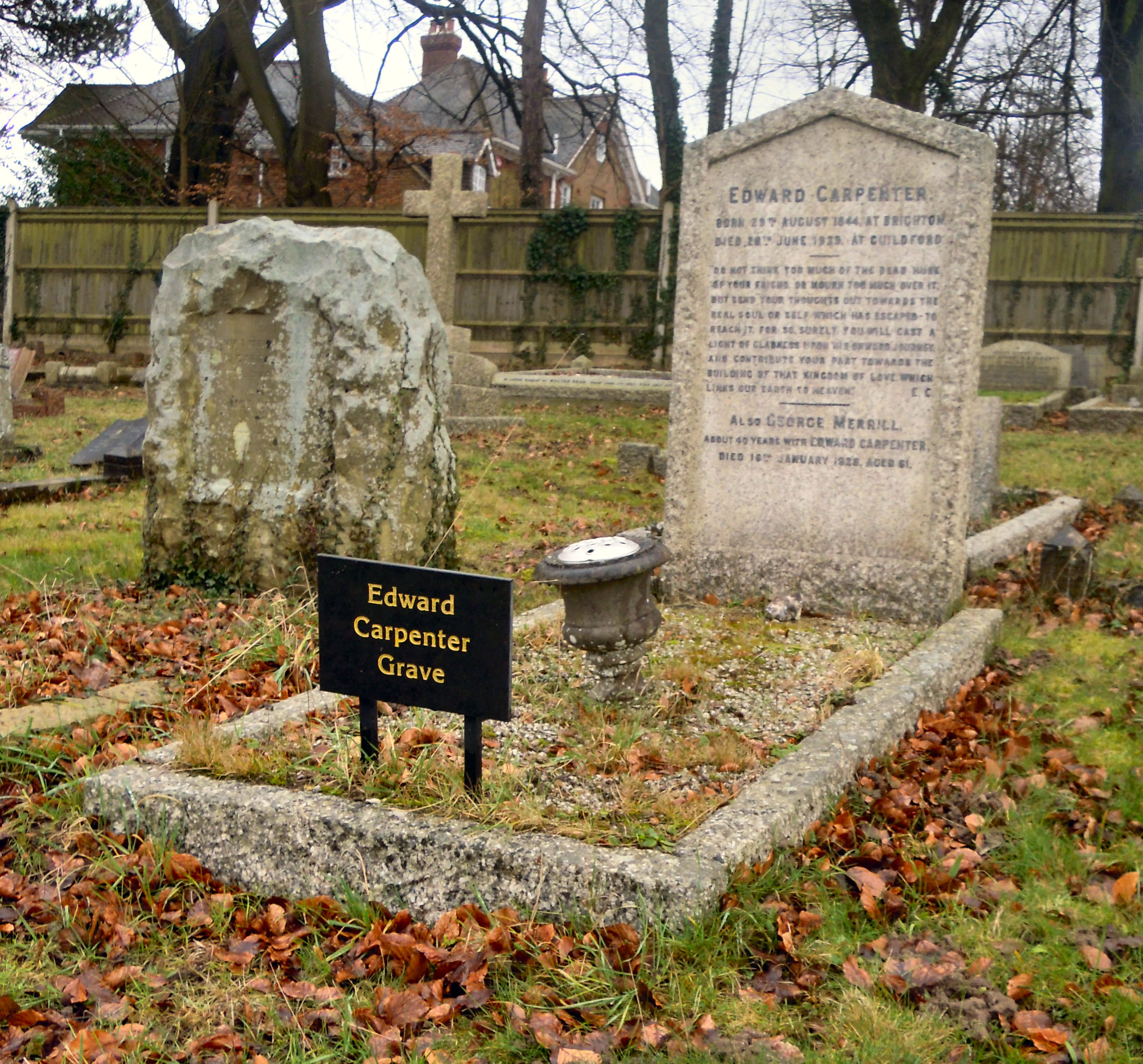
Het graf van Edward Carpenter en George Merrill.
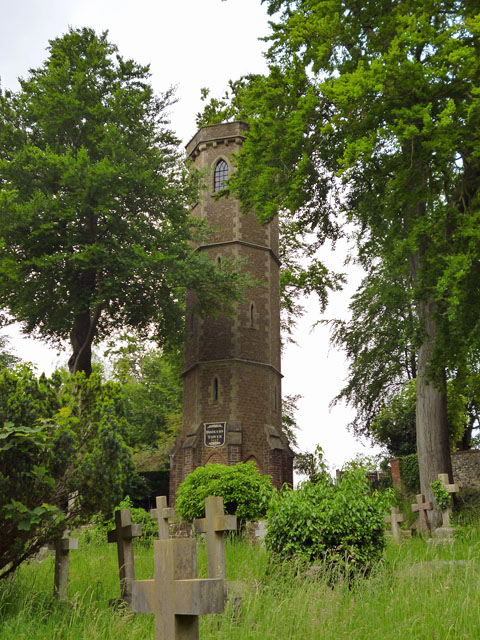
Booker's Tower, 2012.